# Libochovka (řeka)
Libochovka (též Libochůvka) je říčka v okresech Žďár nad Sázavou a Brno-venkov na Moravě v České republice. Jejím soutokem s Bobrůvkou vzniká Loučka, která je pravostranným přítokem Svratky. Délka toku je 35,9 km. Plocha povodí měří 146,6 km².

## Průběh toku
Řeka pramení 1 km severně od obce Dobrá Voda v nadmořské výšce 560 m. Na horním toku protéká mírně zvlněnou krajinou s mnoha rybníky (přímo na toku Podhradský, Špitálský, Dolnolibochovský a Mezibořský) a městysem Křižanov a obcemi Kundratice, Horní Libochová, Dolní Libochová a Meziboří. Dále se tok stáčí k jihozápadu do hlubokého údolí, kde protéká obcemi Žďárec a Řikonín a pokračuje do Dolních Louček, kde se stéká s Bobrůvkou.

### Větší přítoky
- levé – Pikárecký potok
- pravé – Nový potok, Kadolecký potok, Halda, Blahoňůvka

## Vodní režim
Průměrný průtok nedaleko obce Kuřimské Jestřabí zhruba 2 km od ústí činí 0,56 m³/s.

## Využití
Celý tok je velmi oblíbeným místem celoroční rekreace. Nejoblíbenějším místem pro rekreaci je dolní část toku okolo Žďárce, kde se nachází hluboké zalesněné údolí.